# Station Hoveton and Wroxham
Hoveton and Wroxham is een spoorwegstation van National Rail in Wroxham, North Norfolk in Engeland. Het station is eigendom van Network Rail en wordt beheerd door Greater Anglia. 